# Agromonte
Agromonte è la frazione più popolosa del comune di Latronico, divisa in Agromonte Magnano e Agromonte Mileo. Sorge alle pendici del Parco Nazionale del Pollino, parco nazionale più grande di Italia, patrimonio UNESCO. Il termine Agromonte deriva dal latino “acer-mons”, “monte fiero, orgoglioso". Secondo altre fonti, “agro”, “campo”, potrebbe anche indicare il legame con l’agricoltura.

## Storia
La storia di Agromonte risale probabilmente all’epoca preromana, intrecciandosi spesso con l’Agromonte sull’altra sponda del fiume Sinni, l’attuale Colle dei Greci.
In uno scritto anonimo: “Cenni Storici di Agromonte” si evidenzia che Agromonte è ricordato in una bolla dell’arcivescovo di Salerno Alfano, che nel 1079 l’aggregò alla diocesi di Policastro. Divenuto feudo dei Chiaromonte, a loro riconfermato dopo la sconfitta di Manfredi (1267-68) da Carlo I d’Angiò, passò per via matrimoniale ai Sanseverino i quali lo subinfeudarono alla famiglia Cotugno di Senise. Con la soppressione della feudalità, il territorio di Agromonte fu assegnato a Chiaromonte; ma a causa della gravosità della contribuzione fondiaria, con delibera del 29 marzo 1828 chiese il distacco di questo territorio e la sua annessione al Catasto di Latronico e di Castelluccio. Sempre dallo stesso scritto si apprende che tale richiesta non ebbe effetti e ancora che: “nell’Agosto del 1853 gli abitanti di Agromonte inoltrarono una supplica al Direttore dell’Interno e al Commissario Civile del Re Ferdinando II per ottenere la separazione da Chiaromonte; la pratica fu sollecitata nel 1857 in considerazione della distanza da quel Comune (circa 20 miglia) ed al fatto che il tenimento di Agromonte era abitato e coltivato da circa 900 coloni perpetui di Castelluccio Superiore e 1.000 di Latronico. Il Consiglio di Intendenza di Basilicata il 4 Novembre 1857 espresse parere favorevole alla richiesta ed il 22 Novembre 1859, il Ministero dell’Interno comunicava all’Intendente che: “La Maestà del Re si era degnata con sovrana determinazione del 18/11/1859 disporre che l’ex feudo di Agromonte, a contare dal dì 1 Gennaio 1860 fosse staccato dal Comune di Chiaromonte, aggregandosi la parte del tenimento situata sulla sponda destra del fiume Sinni al Comune di Castelluccio Superiore e la parte sulla riva sinistra al Comune di Latronico”. Il Real Decreto fu emesso a Portici da Francesco II. In seguito, le selezioni assegnate a Castelluccio furono incorporate nell’agro di Latronico, attuale sede comunale, col nome di Agromonte Mileo e Agromonte Magnano (1928). Inoltre, è necessario annoverare gli stemmi araldici del Palazzo Marchesale di Castelluccio Inferiore del 1596 che riportano l’antico nome del borgo, “Acrimotis”, fino all’attuale “Agromontis”, del 1708 e che il borgo compare anche tra i paesi della Lucania nella sala delle cartine geografiche del 1800 presso i musei Vaticani. 

## Monumenti e luoghi d'interesse

### Architetture religiose

#### Chiesa di Sant'Antonio di Padova
La chiesa dedicata a Sant'Antonio di Padova fu costruita nei primi del '900 con blocchi di pietra del fiume Sinni ed è ubicata nella zona più alta dell'abitato di Agromonte Magnano. Al suo interno la chiesa ospita una piccola reliquia del santo a lui dedicata. Anche se il culto del santo ricorre il 13 giugno gli abitanti sono soliti celebrare la festa patronale da tradizione l'ultima domenica di Giugno ricordando la data in cui arrivò la prima statua del Santo patrono che ancora oggi viene portata in processione in tutto il paese.

#### Chiesa di Maria Santissima del Perpetuo Soccorso
La chiesa dedicata a Maria Santissima del Perpetuo Soccorso fu costruita nei primi del 1900 con blocchi di pietra del fiume Sinni. Il culto della Madonna arriva da Castelluccio Superiore e la prima statua venne prodotta in cartapesta. Ancora oggi, nei giorni patronali, la nuova statua della Madonna, che si raffigura in icona greca o statua latina, viene portata in processione per le vie del paese. Per tradizione le celebrazioni ricorrono la seconda domenica di Agosto.

#### La Cappella dei Briganti di Lucarelli
La cappella dei Briganti si trova nella contrada Lucarelli di Agromonte Mileo. Le sue origini risalgono al 1850 come attestano i resti dell'antico portale. Il cappella fu il covo della banda di briganti che viveva nel territorio in quegli anni, episodio dal quale prende il nome. La storia ricorda come manutentori della cappella la famiglia dei Pilati costretti spesso a dover scegliere tra Briganti e Piemontesi.

### Aree naturali

#### Fiume Sinni
Il fiume Sinni è uno dei quattro fiumi più importanti della Basilicata, rappresentato anche sullo stemma della regione. Anticamente navigabile, rappresentava un'importante via di comunicazione verso il Mar Ionio, dove sfocia. Lungo le sue sponde, interessanti dal punto di vista naturalistico, è possibile praticare, nel periodo estivo, lunghe camminate.

#### Bosco Magnano
Bosco Magnano, patrimonio UNESCO, rappresenta la porta Nord-Est del Parco Nazionale del Pollino. Al centro di un importante progetto di ripopolamento, ormai riuscito, è il cervo reale che ora è possibile intravedere nel bosco allo stato brado durante escursioni. L’area, immersa in una faggeta di particolare bellezza, ospita uno tra gli animali più curiosi d’Italia: lo Sciurus meridionalis, il rarissimo scoiattolo nero. Agromonte è rinomata anche per i suoi castagneti e per i suoi funghi (porcini, ovuli, gallinacci, chiodini…).

### Altro

#### Cristo Maiolicato
Installazione dell'artista Salernitano Budetta Cosimo che ha passato parte della sua vita ad Agromonte. Il Cristo Maiolicato è dipinto a mano su formelle di ceramica con una tecnica unica e caratteristica dell'artista.

#### Fontane Fasciste
Lungo le vie del paese è ancora possibile scorgere alcune delle antiche fontane costruite in epoca fascista. Gran parte del loro antico splendore è purtroppo perduto.

#### Piazza ancora più grande di Agromonte Mileo
Caratteristica è la piazzetta centrale di Agromonte Mileo, centro della vita cittadina, dal quale è possibile scorgere il caratteristico campanile con l’orologio.

## Cultura

### Cucina
Tra i primi piatti tipici della tradizione culinaria agromontese vi sono: Lagane e Fagioli (pasta fatta in casa e fagioli), Raskatielle ka Muddica (fusilli con la mollica del pane), Ragù alla Lucana (con carne di maiale e pancetta stagionata).
Tra i vari secondi si ricordano: Coria e fagioli (Cotica e fagioli), Gliommaridd (budelline di agnello avvolte a gomitolo), Soffritto (frattaglie di maiale sfritte al sugo), Zafaran cruske (peperoni secchi fritti).
Altre pietanze tipiche sono: il Cannaricolo, preparato principalmente nel periodo di Carnevale, la nuglia, tipica del periodo invernale principalmente del mese di gennaio (il mese in cui “s’accidë u’purchë”), la Cucciva (zuppa tipica di Capodanno), Cucuzze e Patane (zucca e patate), u zifte (spezia tipica al peperone), la marmellata di rosa canina, il castagnaccio (crema di castagne), il sanguinaccio (dolce fatto in massima parte di sangue di maiale con aggiunta di cioccolato), i fichi secchi ripieni con noci.
Agromonte è da sempre nota per i suoi salumi, il formaggio ovi-caprino, il suo pane, per le patate, i biscotti a otto e per alcune coltivazioni come quella del datterino giallo, della zucchina bianca da Pueta (dei poeti), del cece Ribelle.

### Eventi e Sagre
- Sagra dei Sapori lucani (prima domenica d’Agosto): durante la sagra si tiene lo srotolamento per le vie del paese della salsiccia realizzata artigianalmente dal salumificio locale “Agrocarne”, tra le più lunghe al mondo. Attualmente il record è di 889 metri.
- Sagra della patata (terza domenica d'agosto);
- Festa padronale Sant’Antonio da Padova (ultima domenica di giugno);
- Festa padronale Maria Santissima del Perpetuo Soccorso (seconda domenica d'agosto);
- Carnevale Agromontese;
- La notte dei Briganti.